# Janelle Bekkering
Janelle Joy Bekkering (Taber, 7 ottobre 1988) è un'ex cestista canadese con cittadinanza olandese.

## Carriera
Con il Canada ha disputato i Campionati americani del 2009 e i Campionati mondiali del 2010.